# دنوب (حديبو)

تعديل مصدري - تعديل

دنوب إحدى قرى مديرية حديبو التابعة لمحافظة سقطرى، بلغ تعداد سكانها 22 نسمة حسب تعداد اليمن لعام 2004.